# Lumbrak
Lumbrak (lat. Symphodus tinca) je morska riba iz porodice usnača. U Hrvatskoj je još poznat kao salnjača, lepa, smokvica, zelembać, pešnjić, pirka.

## Opis
Spljoštenog je, duguljastog i vretenastog tijela, velikih mesnatih usta. Postoje razlike između odraslih mužjaka i ženki. Mužjak je krupniji i šarenijih modrozelenih boja, a ženke su sivkasto-maslinastih boja. Između nedoraslih mužjaka i zrelih ženki gotovo da nema razlike u boji. Na leđima se ističe dugačka peraja koja seže gotovo do samog repa. Rep je trokutast i bez ureza.
Raste do 44 cm duljine i oko 0,75 kg mase.

## Rasprostranjenost
Čest je u Sredozemnom i Crnom moru te u istočnom Atlantiku, od Maroka do Pirenejskog poluotoka. 
Lumbrake se može naći posvuda uz obalu Jadrana, najčešće na dubinama od 5 do 10 m, iako zalazi i na dubine do 50 m. U sjevernom dijelu Jadrana je brojniji nego u južnom, a najgušće je naseljen uz zapadnu obalu Istre.

## Način života i ishrana
Lumbrak živi uz obalu na kamenitim dnima i dnima prekrivenim algama.
Poput ostalih usnača i lumbrak ima karakterističan način hranjenja. Prvo ustima zahvati komad pijeska, šljunka ili algi te nakon što tu masu zdrobi, ispljune je ali pokupi sve hranjivo. Najčešća hrana su mu crvići, rakovi i mekušci.

## Razmnožavanje
Lumbrak oko sebe okuplja veći broj ženki koje će položiti jaja u njegovo gnijezdo koja će on nakon toga oploditi.

## Gospodarska vrijednost
Lumbrak je vrlo podcijenjena riba, iako ima kvalitetno bijelo i lako probavljivo meso. Cijena mu je vrlo niska.

## Vanjske poveznice
- Usnače - Riblje oko[neaktivna poveznica]

## Poveznice
|  | Zajednički poslužitelj ima još gradiva o temi Lumbrak |
|  | Wikivrste imaju podatke o taksonu Lumbrak             |